# المجلس الدائم لمنظمة الدول الأمريكية

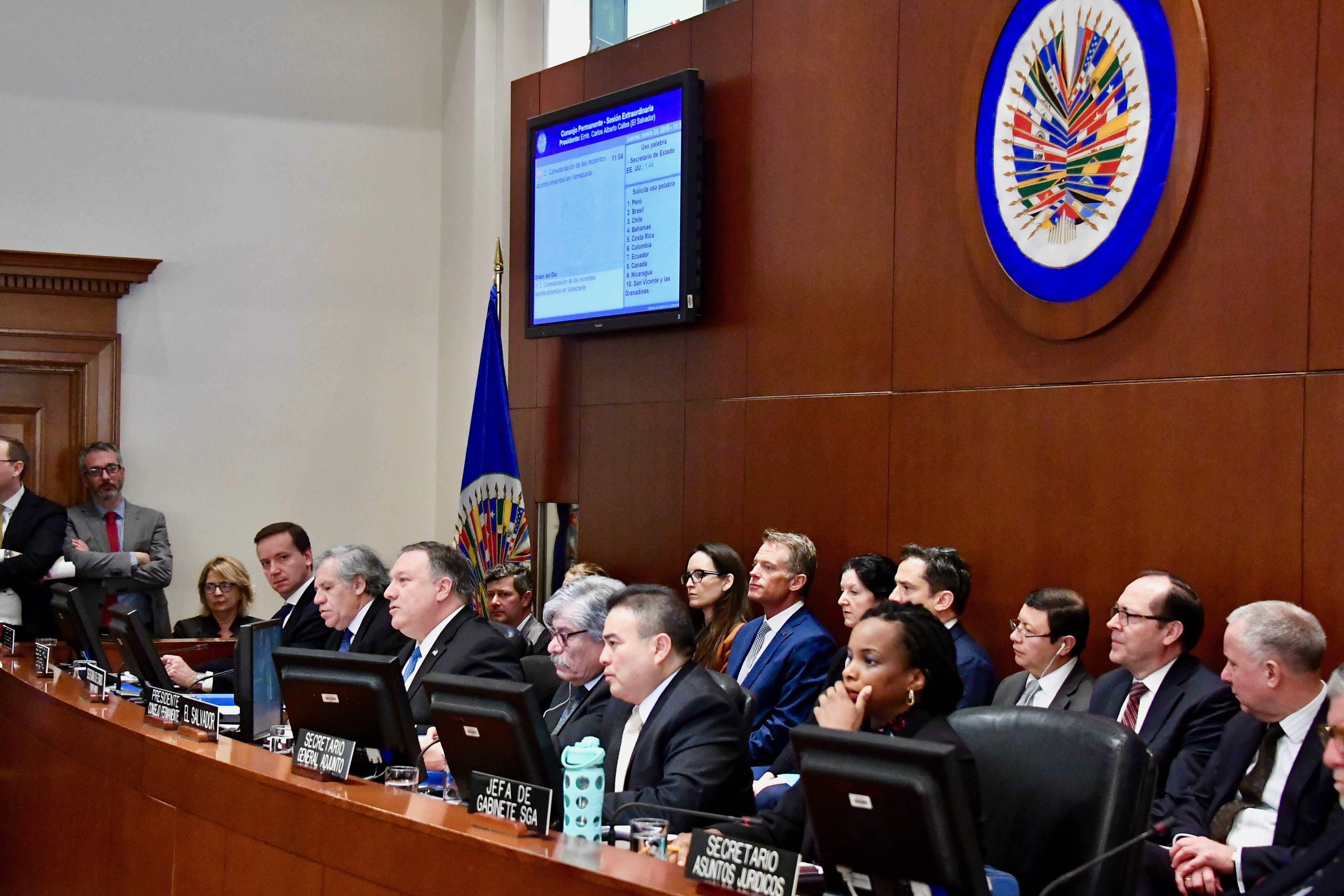
وزير الخارجية الأمريكي مايك بومبيو يتحدث في المجلس الدائم لمنظمة الدول الأمريكية في يناير 2019

المجلس الدائم لمنظمة الدول الأمريكية هو أحد الهيئتين السياسيتين الرئيسيتين لمنظمة الدول الأمريكية، والآخر هو الجمعية العامة.
تم إنشاء المجلس الدائم بموجب الفصل الثاني عشر من ميثاق منظمة الدول الأمريكية. ويتألف من السفراء المعينين من قبل الدول الأعضاء (واحد لكل دولة)، ويجتمع بانتظام في مقر منظمة الدول الأمريكية في واشنطن العاصمة، الولايات المتحدة. يتم التناوب على رئاسة المجلس بين هؤلاء الممثلين الدائمين للدول الأعضاء، على أن تترأس كل دولة المجلس لمدة ثلاثة أشهر.
حددت الجمعية العامة والمجلس الدائم معًا أولويات واسعة لمنظمة الدول الأمريكية؛ ولأنه يجتمع بشكل أكثر انتظامًا، فإن المجلس يتحمل مسؤولية فورية عن توجيه أعمال المنظمة المستمرة.